# Кобылин-Божимы
Кобы́лин-Божи́мы (пол. Kobylin Borzymy) — деревня в Польше, входит в состав Высокомазовецкого повета Подляского воеводства. Административный центр гмины Кобылин-Божимы. Находится примерно в 22 км к северо-востоку от города Высоке-Мазовецке. По данным переписи 2011 года, в деревне проживало 175 человек.
Основана в 1-й четверти XV века. В деревне есть костёл святого Станислава (1898—1904).